# Kappa
Капа (итал. Kappa) је италијански произвођач спортске опреме са седиштем у граду Торину. Основана је 1967. године.